# Euplectus kirbii
Euplectus kirbii är en skalbaggsart som beskrevs av Henry Denny 1825. Euplectus kirbii ingår i släktet Euplectus, och familjen kortvingar. Arten är reproducerande i Sverige.